# Barbula dioritica
Barbula dioritica är en bladmossart som beskrevs av C. Müller 1875. Barbula dioritica ingår i släktet neonmossor, och familjen Pottiaceae. Inga underarter finns listade i Catalogue of Life.